# 耿定向
耿定向（1524年—1596年），字在伦，号楚侗，人称天臺先生，湖广黄安（今湖北红安）人，明朝政治人物，同進士出身。

## 生平
嘉靖三十一年壬子科湖广乡试第二十七名举人，三十五年（1556年）登丙辰科会试四名，廷试三甲一百三名进士，吏部观政，授行人司行人，三十八年九月考选云南道試御史，三十九年三月實授，四月吏部尚书吴鹏攀附严嵩，耿定向上书奏揭发吴鹏的六条罪状。四十一年（1562年）三月提调南直隶学校。
隆慶元年（1567年）七月升大理寺右寺丞，二年九月回籍养病。高拱擅权，四年十月官员考察以浮躁浅露，被贬为横州判官。後迁衡州府推官，升工部屯田司主事。
萬曆初，朝臣舉薦，九月升尚宝司丞，二年八月升本司少卿，三年三月升太仆寺少卿，数日後再升都察院右佥都御御史协理院事，告歸。万历六年七月以原职起任福建巡撫，八年請告歸。十二年三月詔起为左佥都御史协理院事，八月升左副都御史协理院事，十三年四月升刑部左侍郎，十五年十一月升南京都察院右都御史，十七年九月官至户部尚书、总督仓场，十一月科道论劾，以病乞休，辞官回乡。萬曆二十四年八月去世，享年七十三，朝廷追赠其太子少保，谥恭簡。除此他还是明代著名的理学家。曾在天臺山上築天臺書院，並與弟耿定理、耿定力一起讲学授徒，潜心学问，是活跃在阳明后学时期讲学舞台上的重要人物。他推动了当时的讲学运动，并且注重纠偏救弊，有利于社会风俗的改善，其部分思想主张成为东林学派的先声。耿定向因李贄鼓倡狂禅，学者靡然从风，指責其「異端」思想，稱李贄使「後學承風步影，毒流萬世之下」。耿定向在传播学术、培养人才方面卓有成效。高攀龙曾说：“平日私心不大服耿先生，不知其秉教铎乃端正如此。”

## 著作
著有《冰玉堂语录》、《硕辅宝鉴要览》、《耿子庸言》、《先进遗风》、《耿天台文集》二十卷等。

## 軼事
嘉靖末年，耿定向任職直隸提學御史，上任之初，並沒有開始治理政事，反而立即遣牌前往松江，說是想要去看海，當時的內閣首輔徐階為松江華亭人，耿定向與其為講學時的至交，表面上說是要看海，實則藉由這次職務之便，前往徐氏家廟祭拜徐階的祖先。當地的士子為此開玩笑的說：“名雖觀海，實則望湖，耿學使初無定向。”這句話更是直接將徐階的舊號少湖當做是謔語。

## 家族
曾祖耿世庸。祖父耿大振。父耿金，封御史。母秦氏，封太孺人。兄耿定策、弟耿定理、耿定力（举人）、耿定裕。

## 延伸阅读
[在维基数据编辑]
 《國朝獻徵錄·卷之二十九》，出自焦竑《國朝獻徵錄》
 《明史卷二百二十一》，出自《明史》

| 官衔          | 官衔                  | 官衔        |
| ------------- | --------------------- | ----------- |
| 前任： 劉思問 | 福建巡撫 萬曆年間上任 | 繼任： 勞堪 |